# Грос-Мольцан
Грос-Мольцан (нім. Groß Molzahn) — громада в Німеччині, розташована в землі Мекленбург-Передня Померанія. Входить до складу району Північно-Західний Мекленбург. Складова частина об'єднання громад Рена.
Площа — 6,37 км2. Населення становить 397 ос. (станом на 31 грудня 2020).